# تاريخ علم الاستدامة
يتتبع تاريخ علم الاستدامة النظم البيئية التي يسيطر عليها الإنسان من أوائل الحضارات إلى الوقت الحاضر. يتميز هذا التاريخ بالنجاح الإقليمي المتزايد لمجتمع معين، يليه الأزمات التي تم حلها، أو إنتاج الاستدامة، أم لا، مما أدى إلى الانقراض.
في تاريخ البشرية المبكر، قد يؤدي استخدام النار والرغبة في أغذية معينة إلى تغيير التكوين الطبيعي للمجتمعات النباتية والحيوانية. بين 8000 و10،000 عام، ظهرت المجتمعات الزراعية التي اعتمدت إلى حد كبير على بيئتها وخلق «هيكل دائم».
استفادت الثورة الصناعية الغربية في القرنين الثامن عشر والتاسع عشر من إمكانات النمو الهائلة للطاقة في الوقود الأحفوري. تم استخدام الفحم لتشغيل محركات أكثر فاعلية ومن ثم لتوليد الكهرباء. في منتصف القرن العشرين، أشارت حركة بيئية جماعية إلى وجود تكاليف بيئية مرتبطة بالعديد من الفوائد المادية التي يتم التمتع بها الآن. في أواخر القرن العشرين، أصبحت المشاكل البيئية عالمية النطاق. أظهرت أزمات الطاقة في عامي 1973 و1979 المدى الذي أصبح فيه المجتمع العالمي يعتمد على موارد الطاقة غير المتجددة.
في القرن الحادي والعشرين، هناك وعي عالمي متزايد بالتهديد الذي يمثله تأثير الاحتباس الحراري المعزز الذي يسببه الإنسان، والذي ينتج إلى حد كبير عن طريق إزالة الغابات وحرق الوقود الأحفوري.

## الحضارات القديمة
في التاريخ الإنساني القديم، وعلى الرغم من أن الطلب على الطاقة والموارد الأخرى كان ضئيلًا لدى الإنسان الرحال الذي يصيد ويجمع الثمار، فإن استخدام النار والرغبة بالحصول على أطعمة معينة قد يكونان قد أديا لتغيير البنية الطبيعية لتجمعات النباتات والحيوانات. منذ ما بين 8,000 و10,000 سنة مضت، ظهرت الزراعة في مناطق مختلفة من العالم. اعتمدت المجتمعات الزراعية بشكل كبير على البيئة وخلق «بنية من الديمومة». وكان مصير المجتمعات التي كانت تستنفد محصولها الغذائي المحلي أو الموارد الرئيسية إما الانتقال إلى أماكن أخرى أو الانهيار.

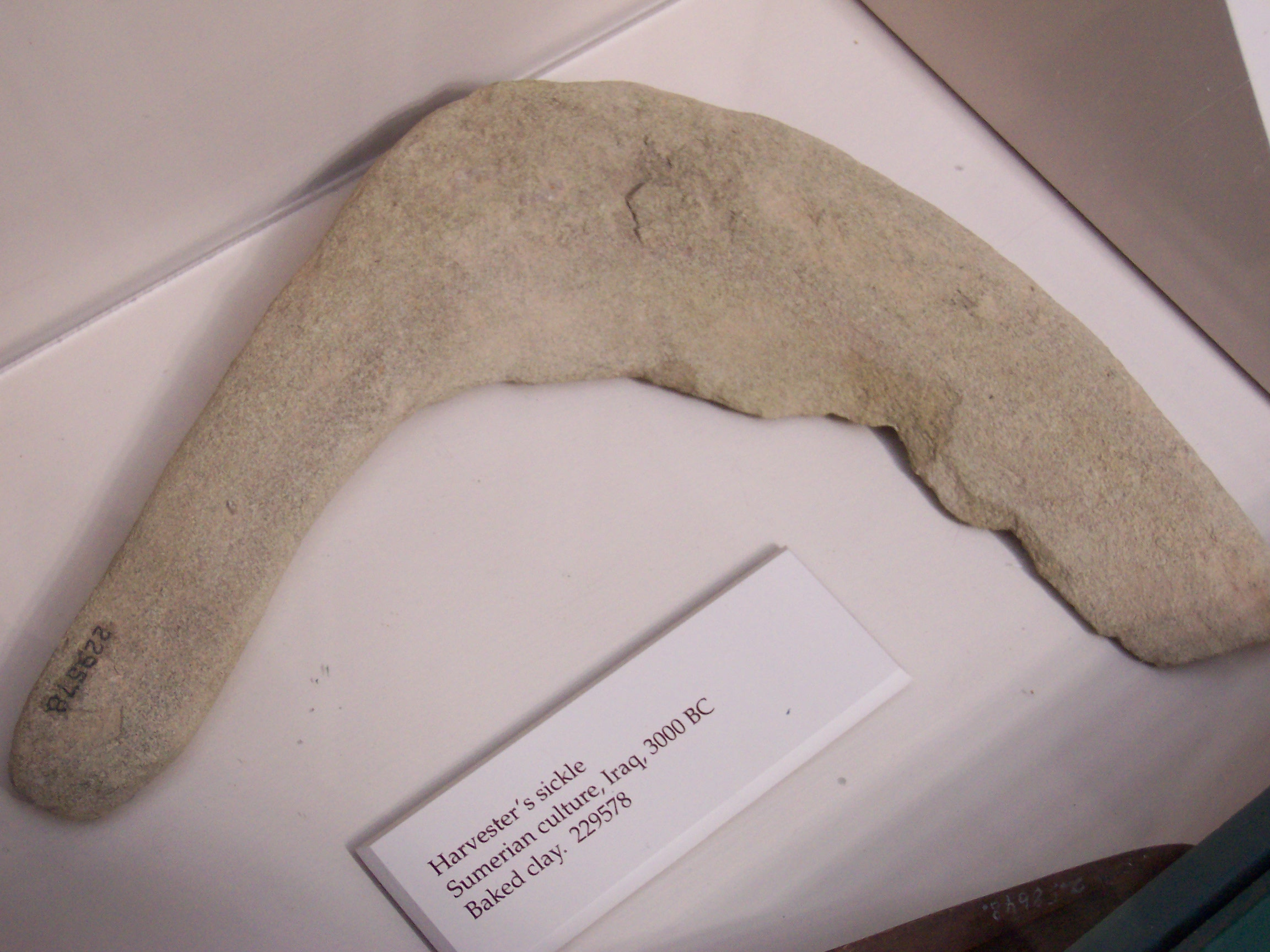
منجل سومري للحصاد، 3000 ق.م.، مصنوع من طين مشوي (فخار)

تشير الآثار والأدلة إلى أن الحضارات الأولى ظهرت في سومر، جنوب بلاد الرافدين (العراق حاليًّا) ومصر، وكلاهما يعود إلى نحو 3000 ق.م. بحلول 1000 ق.م. تأسست حضارات كذلك في الهند والصين والمكسيك وبيرو وأجزاء من أوروبا. تبين حضارة سومر مشاكل محورية في مسألة استدامة الحضارة البشرية. مارست المدن السومرية الزراعة المكثفة المستنفدة للموارد على مدار العام منذ 5300 ق.م. سمح فائض الغذاء القابل للتخزين الناتج عن هذا النموذج الاقتصادي لشعوب المنطقة بالاستقرار في مكان واحد بدل الهجرة بحثًا عن الطعام البري وأراضٍ للرعي. وقد أدى كذلك إلى كثافة سكانية أكبر بكثير. تطلب تطور الزراعة في بلاد الرافدين بناء العديد من العمال لنظام سقاية وصيانته. أدى هذا بدوره إلى ظهور هرمية سياسية، وبيروقراطية، وتشريعات دينية، بالإضافة إلى قيام جيوش لحماية الحضارة الصاعدة. سمحت الزراعة المكثفة بزيادة التعداد السكاني، ولكنها أدت أيضًا إلى التصحر في المناطق الأقرب لمنابع الأنهار مع ما نتج عن ذلك من فيضان وزيادة في السقاية، ما زاد ملوحة التربة. بالرغم من التحول من حصاد القمح إلى الشعير الأكثر تحملًا للملوحة، فإن المحاصيل تناقصت. في النهاية، أدى انخفاض المنتوج الزراعي وعوامل أخرى إلى أفول الحضارة. بين 2100 ق. م. و1700 ق. م. يقدر أن التعداد السكاني انخفض بنحو ستين في المئة. من الحضارات التي يظن أيضًا أنها أفلت في النهاية بسبب سوء إدارة الموارد حضارة المايا والأناسازي وحضارة جزيرة الفصح، من بين حضارات أخرى. في المقابل، وجدت مجتمعات مستقرة تعتمد على البستنة والزراعة المتحركة في غينيا الجديدة وجنوب أمريكا، ومجتمعات زراعية كبرى في الهند والصين وأماكن أخرى حصدوا فيها في نفس الموقع لقرون عديدة. حافظت بعض الحضارات البولينيزية على مجتمعات مستقرة لفترات بين 1,000 و3,000 عامًا على جزر صغيرة بالحد الأدنى من الموارد باستخدام طرق الراهوي والكاتيكاتيانغا للسيطرة على ضغط الإنسان على البيئة. في سريلانكا، كانت المحميات الطبيعية التي أسست خلال عهد الملك ديفانامبّياتيسّا والتي تعود إلى عام 307 ق. م. مخصصة للاستدامة والعيش المتناغم مع الطبيعة.

## ظهور المجتمعات الصناعية
منحت التطورات التكنولوجية على امتداد عدة ألفيات الإنسان تحكماً متزايدًا بالبيئة. ولكن الثورة الصناعية بين القرنين الثامن عشر والتاسع عشر هي التي استغلت الإمكانية الكبيرة لاستثمار الطاقة الكامنة في الوقود الأحفوري. استخدم الفحم لتزويد محركات أكثر فأكثر كفاءة بالطاقة اللازمة لعملها، وفيما بعد لتوليد الكهرباء. حمت أنظمة التعقيم الحديثة والتطورات في الطب العديد من السكان من الأمراض. أدت هكذا ظروف إلى انفجار سكاني بشري ما زال مستمرًّا حتى يومنا هذا، يعد بداية حقبة التأثير البشري العالمي المعروفة باسم الأنثروبوسين. تضاعف التعداد السكاني العالمي من عام 1650 حتى 1850 من 500 مليون إلى مليار شخص.
عبر بعض علماء الاقتصاد السياسي التنويريين عن مخاوف تتعلق بالبيئة والأثر الاجتماعي للصناعة من خلال الحركة الرومنسية (الإبداعية) في القرن التاسع عشر. وضع الكاهن توماس مالتوس نظريات كارثية لاقت نقدًا شديدًا عن «التضخم السكاني»، في حين تنبأ جون ستيوارت ميل بمحاسن اقتصاد «الحالة المستقرة»، متوقعًا بالتالي مخاوف المجال الحديث المتخصص باقتصاديات البيئة. في أواخر القرن التاسع عشر، كان يوجينوس وارمينغ أول عالم نباتات يدرس العلاقة الفيزيولوجية بين النباتات وبيئتها، ليكون رائد المجال العلمي المسمى اليوم علم البيئة (الإيكولوجيا).

## بدايات القرن العشرين
بحلول القرن العشرين، كانت الثورة الصناعية قد أدت إلى ازدياد أسي في استهلاك البشر للموارد. نظر إلى الزيادة في الصحة، والثروة، والتعداد السكاني على أنها سبيل للتقدم. ولكن علماء الاقتصاد بدؤوا بتطوير نماذج إدارة للموارد غير المتجددة (كقانون هوتلنغ) واستدامة الرفاه في اقتصاد يستخدم الموارد غير المتجددة (قانون هارتويك).
لاقى علم البيئة في القرن العشرين قبولًا عامًّا كمجال علمي، وكانت العديد من المفاهيم المحورية في علم الاستدامة تستكشف، ومن بينها: ارتباط جميع الأنظمة الحيوية في نظام وحيد للكوكب، الغلاف الحيوي؛ وأهمية الدورات الطبيعية (للماء والغذاء والمواد الكيميائية الأخرى، والمواد، والنفايات)؛ وعملية انتقال الطاقة عبر المستويات الغذائية للأنظمة الحية.

## منتصف القرن العشرين: حماية البيئة
بعد نقص وحرمان المواد في الكساد الكبير والحرب العالمية الثانية، دخلت دول العالم المتقدم في حقبة جديدة من النمو المتصاعد، ظهرت فيما بعد خمسينيات القرن العشرين وعرفت بأنها «تسارع كبير... نهضة في التجربة الإنسانية أضفت على الإنسانية بشكل لافت طابع القوة الجيوفيزيائية العالمية». تشير حركة حماية البيئة إلى وجود تكاليف بيئية مترافقة مع المنافع المادية العديدة التي يتمتع العالم بها آنيًّا. كانت الابتكارات التكنولوجية (بما فيها المواد البلاستيكية والكيميائيات الصناعية والطاقة النووية) والاستخدام المتزايد للوقود الأحفوري -تؤدي إلى تحول المجتمع. تأسست الزراعة المعاصرة الصناعية «الثورة الخضراء» على تطور الأسمدة الصناعية، ومبيدات الأعشاب، ومبيدات الحشرات، ما كان له أثر مدمر على الحياة البرية في الأرياف، كما أظهرت عالمة الأحياء البحرية، وعالمة الطبيعة، وعالمة البيئة، الأمريكية ريتشل كارسون في كتابها التوثيقي الربيع الصامت (1962).
في عام 1956، تنبأت نظرية عالم الجيولوجيا م. كينغ هوبرت «ذروة النفط» بالذروة الحتمية لإنتاج النفط، أولًا في الولايات المتحدة الأمريكية (بين عامي 1965 و1970) وثم في مناطق متلاحقة من العالم – مع التنبؤ بالذروة العالمية بعدها. في سبعينيات القرن العشرين، عبر عالم الاقتصاد البريطاني إي. ف. شوماخر عن المخاوف البيئية المتعلقة بالتلوث، والانفجار السكاني، والثقافة الاستهلاكية، ونضوب الموارد المحدودة، في كتابه القليل جميل (Small Is Beautiful) عام 1973، وكذلك ظهرت هذه المفاهيم في كتاب حدود النمو الصادر عن مؤسسات مخازن التفكير العالمية، نادي روما، في عام 1975.

## أواخر القرن العشرين
كانت المشاكل البيئية حينها تصبح على مستويات عالمية. أظهرت أزمات الطاقة في عامي 1973 و1979 مدى اعتماد المجتمع العالمي على الموارد غير المتجددة؛ دعا الرئيس الأمريكي كارتر الأمريكيين في خطاب حالة الاتحاد إلى «حفظ الطاقة. التخلص من النفايات. جعل العام 1980 حقيقةً عامًا لحفظ الطاقة». في حين كان العالم المتقدم يدرس مشاكل النمو غير الصحيح، فإن الدول النامية، التي تواجه الفقر والحرمان المستمرين، كانت تعتبر التنمية جوهرية لتحسين مستوى المعيشة لشعوبها. في عام 1980، نشر الاتحاد الدولي للحفاظ على الطبيعة إستراتيجية الحفاظ على العالم ذات التأثير الكبير. عقبها عام 1982 ميثاقية العالم للطبيعة، التي لفتت الانتباه إلى انحدار الأنظمة البيئية للعالم.
في عام 1987، اقترحت لجنة الأمم المتحدة لشؤون البيئة والتنمية (لجنة برنتلاند)، في تقريرها مستقبلنا المشترك أن التنمية كانت مقبولة، ولكن يجب أن تكون تنمية مستدامة لتلبي احتياجات الفقراء دون زيادة المشاكل البيئية. تضاعف طلب البشرية من العالم بأكثر من الضعفين على امتداد آخر 45 سنة نتيجة للنمو السكاني وزيادة استهلاك الفرد. في عام 1961، كان لدى كل دول العالم تقريبًا أكثر من القدرة الكافية لتلبية حاجاتها الخاصة: بحلول عام 2005، تغير الوضع بشكل كبير مع عدم إمكانية العديد من الدول تلبية حاجاتها دون استيراد الموارد من بلدان أخرى. ظهرت حركة تنادي بالعيش المستدام عن طريق زيادة الوعي العام وتبني إعادة التدوير والطاقات المتجددة. وفر تطوير موارد متجددة للطاقة في سبعينيات وثمانينيات القرن العشرين- بشكل رئيسي في العنفات الرياحية والخلايا الضوئية وزيادة استخدام طاقة المياه لتوليد الكهرباء- بعضًا من أوائل البدائل المستدامة للوقود الأحفوري وتوليد الكهرباء بالطاقة النووية، مع ظهور أولى المحطات الشمسية والرياحية خلال ثمانينيات وتسعينيات القرن العشرين. كذلك فقد بدأت العديد من البلديات والحكومات في الدول المتقدمة بتطبيق سياسات مستدامة على المستويات الصغرى.